# Röplabda a 2010. évi nyári ifjúsági olimpiai játékokon
A 2010. évi nyári ifjúsági olimpiai játékokon a röplabda mérkőzéseinek Szingapúrban a Toa Payoh Sports Hall adott otthont augusztus 21. és 26. között. A fiúknál és a lányoknál is 6–6 csapat szerepelt.

## Csapatok
| Kontinens     | Fiú                                   | Lány                          |
| ------------- | ------------------------------------- | ----------------------------- |
| Európa        | Szerbia (SRB) · Oroszország (RUS)     | Belgium (BEL)                 |
| Afrika        | Kongói Demokratikus Köztársaság (COD) | Egyiptom (EGY)                |
| Észak-Amerika | Kuba (CUB)                            | Egyesült Államok (USA)        |
| Ázsia         | Irán (IRI)                            | Szingapúr (SIN) · Japán (JPN) |
| Dél-Amerika   | Argentína (ARG)                       | Peru (PER)                    |

## Éremtáblázat
(Az egyes számoszlopok legmagasabb értéke, vagy értékei vastagítással kiemelve.)
| A 2010. évi nyári ifjúsági olimpiai játékok éremtáblázata röplabdában | A 2010. évi nyári ifjúsági olimpiai játékok éremtáblázata röplabdában | A 2010. évi nyári ifjúsági olimpiai játékok éremtáblázata röplabdában | A 2010. évi nyári ifjúsági olimpiai játékok éremtáblázata röplabdában | A 2010. évi nyári ifjúsági olimpiai játékok éremtáblázata röplabdában | Olimpia  |
| --------------------------------------------------------------------- | --------------------------------------------------------------------- | --------------------------------------------------------------------- | --------------------------------------------------------------------- | --------------------------------------------------------------------- | -------- |
|                                                                       | Ország                                                                | Arany                                                                 | Ezüst                                                                 | Bronz                                                                 | Összesen |
| 1.                                                                    | Belgium (BEL)                                                         | 1                                                                     | 0                                                                     | 0                                                                     | 1        |
|                                                                       | Kuba (CUB)                                                            | 1                                                                     | 0                                                                     | 0                                                                     | 1        |
|                                                                       |                                                                       |                                                                       |                                                                       |                                                                       |          |
| 2.                                                                    | Argentína (ARG)                                                       | 0                                                                     | 1                                                                     | 0                                                                     | 1        |
|                                                                       | Egyesült Államok (USA)                                                | 0                                                                     | 1                                                                     | 0                                                                     | 1        |
|                                                                       |                                                                       |                                                                       |                                                                       |                                                                       |          |
| 3.                                                                    | Oroszország (RUS)                                                     | 0                                                                     | 0                                                                     | 1                                                                     | 1        |
|                                                                       | Peru (PER)                                                            | 0                                                                     | 0                                                                     | 1                                                                     | 1        |
|                                                                       |                                                                       |                                                                       |                                                                       |                                                                       |          |
| Összesen                                                              | Összesen                                                              | 2                                                                     | 2                                                                     | 2                                                                     | 6        |

## Érmesek

### Fiú
| A 2010. évi nyári ifjúsági olimpiai játékok érmesei fiú röplabdában | A 2010. évi nyári ifjúsági olimpiai játékok érmesei fiú röplabdában | A 2010. évi nyári ifjúsági olimpiai játékok érmesei fiú röplabdában | A 2010. évi nyári ifjúsági olimpiai játékok érmesei fiú röplabdában |
| ------------------------------------------------------------------- | ------------------------------------------------------------------- | ------------------------------------------------------------------- | ------------------------------------------------------------------- |
| Arany                                                               | Ezüst                                                               | Bronz                                                               |                                                                     |
| Kuba (CUB)                                                          | Argentína (ARG)                                                     | Oroszország (RUS)                                                   |                                                                     |

### Lány
| A 2010. évi nyári ifjúsági olimpiai játékok érmesei lány röplabdában | A 2010. évi nyári ifjúsági olimpiai játékok érmesei lány röplabdában | A 2010. évi nyári ifjúsági olimpiai játékok érmesei lány röplabdában | A 2010. évi nyári ifjúsági olimpiai játékok érmesei lány röplabdában |
| -------------------------------------------------------------------- | -------------------------------------------------------------------- | -------------------------------------------------------------------- | -------------------------------------------------------------------- |
| Arany                                                                | Ezüst                                                                | Bronz                                                                |                                                                      |
| Belgium (BEL)                                                        | Egyesült Államok (USA)                                               | Peru (PER)                                                           |                                                                      |